# Calut
Calut är en ort i Azerbajdzjan.   Den ligger i distriktet Oğuz Rayonu, i den centrala delen av landet, 220 km väster om huvudstaden Baku. Calut ligger 628 meter över havet och antalet invånare är 918.
Terrängen runt Calut är varierad. Närmaste större samhälle är Oğuz, 3,3 km öster om Calut. 
I omgivningarna runt Calut växer i huvudsak lövfällande lövskog. Runt Calut är det ganska glesbefolkat, med 34 invånare per kvadratkilometer.